# SICON I KFOR
Slovenian Contingent I KFOR (krajše SICON I KFOR) je kontinget Slovenske vojske, ki deluje v okviru Kforja; v operaciji Joint Guardian.

## Zgodovina
Kontingent je nastopil službo 5. januarja 2000.

## Poveljstvo

### Poveljnik
- major Josip Bostič (2004)

## Organizacija
Kontingent sestavlja 6 pripadnikov, ki delujejo v štabih Kforja (4 v Prištini, 2 v Skopju).